# 手のひら療治
手のひら療治（てのひらりょうじ）は、手当て療法のひとつ。臼井甕男の臼井霊気療法を学んだ、旧制甲府中学校校長の江口俊博によって提唱され、三井甲之らによって普及された。
1928年に「手のひら療治の会」を結成。雑誌記事に紹介されたことを契機として、戦前に大流行した。